# Almák és narancsok (Cezanne-kép)
Az Almák és narancsok Paul Cezanne csendélete, amelyet 1899-ben festett.
Habár Cezanne már pályája elején is készített csendéleteket, a műfaj csak később lett igazán fontos a számára. A Musée d’Orsay gyűjteményében látható kép egy hat darabból álló sorozat része, amelyet a művész párizsi műtermében alkotott. Valamennyi képen ugyanazok a tárgyak láthatókː porcelántálak, egy virágmotívumos kancsó, gyűrött fehér asztalkendő, alattuk-mögöttük, a kompozíciót lezáró színes, a 17. századi flamand csendéleteket idéző drapéria. A tárgyak és gyümölcsök összetett térbeli helyzete dinamikát ad a kompozíciónak. Az Almák és narancsok Cezanne legfontosabb csendélete a késői 1890-es évekből.
A festmény először Gustave Geffroy kollekcióját, majd a Bernheim-Jeune-gyűjteményt gazdagította. 1907. május 4-én Isaac de Camondo gróf vásárolta meg, tőle 1911-ben került Louvre-ba, ahol 1947-ig volt kiállítva. Ezután a Jeu de Paume-hoz tartozott, majd 1986 óta a Musée d’Orsay-ban látható.